# جيمس دايتون
جيمس دايتون (بالإنجليزية: James Dayton)‏ (12 ديسمبر 1988 في المملكة المتحدة - ) هو لاعب كرة قدم بريطاني في مركز جناح. لعب مع أولدهام أثلتيك وكريستال بالاس ونادي سانت ميرين ونادي كرولي تاون ونادي كيلمارنوك ويوفل تاون ونادي تشيلتنهام تاون لكرة القدم.

## وصلات خارجية
- جيمس دايتون على موقع قاعدة بيانات كرة القدم.إي يو (الإنجليزية)
- جيمس دايتون على موقع Soccerbase.com (لاعب) (الإنجليزية)